# Westeuropaliga 2014/2015 (Springreiten)
Die Westeuropaliga des FEI-Weltcups Springreiten 2014/2015 (Longines FEI World Cup™ Jumping 2014–2015, Western European League) war die 37. Saison der west- und mitteleuropäischen Liga des FEI-Weltcups der Springreiter. Der Weltcup gilt im Bereich der Westeuropaliga als wichtigste Turnierserie in der Hallensaison.

## Ablauf der Turnierserie
Mit der Saison 2014/2015 wuchs die Westeuropaliga wieder um zwei Stationen an: Zum einen fand das Weltcupfinale in den USA und damit nicht in Europa statt, so dass kein Weltcupturnier der Westeuropaliga aus diesem Grund ausfiel; zum anderen fand zum ersten Mal seit 2011 wieder ein Weltcupturnier in Spanien statt.
Erneut war der Schweizer Uhrenhersteller Longines Namenssponsor der Turnierserie. Alle Turniere der Liga sind als CSI 5*, der höchsten Kategorie im Springreiten, ausgeschrieben. Sie werden mit dem Zusatz -W (also CSI 5*-W) gekennzeichnet, um sie als Weltcupturniere kenntlich zu machen.
Die Westeuropaliga erstreckte sich in der Saison 2014/2015 vom 19. Oktober 2014 bis zum 1. März 2015. Es qualifizieren sich die besten 18 Reiter der Westeuropaliga sowie eventuell Zusatzteilnehmer („extra competitors“) für das Weltcupfinale 2015.
Die Weltcup-Wertungsprüfungen finden jeweils am Sonntagnachmittag, vereinzelt auch am Samstagabend statt. Sie sind als Springprüfung mit einmaligem Stechen ausgeschrieben, die Hindernishöhe beträgt bis zu 1,60 Meter. Die Dotierung dieser Prüfungen betrug jeweils mindestens 100.000 €.

## Medien
Alle Weltcupprüfungen der Westeuropaliga wurden kostenpflichtig von der FEI über ihr Internet-Portal FEI TV übertragen. Im Fernsehen werden die Weltcupprüfungen zumeist im Durchführungsland live übertragen, in einzelnen Staaten Europas wurden auch die anderen Prüfungen der Westeuropaliga zeitversetzt live übertragen. Der pan-europäische Sportsender Eurosport zeigte die Prüfungen in einer 60-minütigen Zusammenfassung, die im Regelfall am Abend des Tages der Prüfung zu sehen war.

## Die Prüfungen

### 1. Prüfung: Oslo
Der traditionelle Auftakt der Westeuropaliga ist die Oslo Horse Show in Oslo. Das Turnier wurde vom 16. bis 19. Oktober 2014 in der Telenor-Arena ausgetragen. Das Weltcupspringen wurde am 13. Oktober ab 13:00 Uhr durchgeführt.
Neun von 40 Teilnehmern erreichten den Einzug in das Stechen. Sieben dieser Reiter blieben erneut ohne Fehler. Die Entscheidung um den Sieg war knapp, Marco Kutscher verpasste diesen mit Cornet's Cristallo knapp, er hatte sieben Hundertstelsekunden Rückstand zum Sieger. Der Sieg ging an Jur Vrieling mit seinem Schimmelhengst Zirocco Blue.
|             | Reiter         | Pferd                | 1. Umlauf | 1. Umlauf   | Stechen  | Stechen | Wertungs- punkte |
| Strafpunkte | Reiter         | Pferd                | Zeit (s)  | Strafpunkte | Zeit (s) |         | Wertungs- punkte |
| ----------- | -------------- | -------------------- | --------- | ----------- | -------- | ------- | ---------------- |
| 1           | Jur Vrieling   | Zirocco Blue         | 0         | -           | 0        | 34,22   | 20               |
| 2           | Marco Kutscher | Cornet's Cristallo   | 0         | -           | 0        | 34,29   | 17               |
| 3           | Steve Guerdat  | Nino des Buissonnets | 0         | -           | 0        | 35,22   | 15               |

(Plätze eins bis drei von insgesamt 40 Teilnehmern)

### 2. Prüfung: Helsinki
Zweite Station der Westeuropaliga war die Helsinki International Horse Show, diese fand vom 23. bis 26. Oktober 2014 statt. Nach 17 Jahren in der Hartwall Arena wurde das Turnier an einem neuen Austragungsort in Helsinki, in der Helsingin Jäähalli ausgetragen. Hier wurde am 26. Oktober ab 16:00 Uhr das Weltcupspringen durchgeführt.
Im Normalumlauf blieb mit 15 von 40 Starterpaaren eine überdurchschnittlich große Anzahl an Teilnehmern fehlerfrei. Von diesen 15 Reitern blieben neun im Stechen mit ihren Pferden erneut ohne Fehler. Auf den vierten Platz kam das Siegerpaar von Oslo, Jur Vrieling und Zirocco Blue. Auf den ersten drei Plätzen kam es zu einer Premiere in der Geschichte des Springreiterweltcups: Erstmals kamen in einem Weltcupspringen drei Schweizer Reiter auf die Ränge eins bis drei. Der Sieg ging an Steve Guerdat mit seinem Spitzenpferd Nino des Buissonnets.
|             | Reiter        | Pferd                | 1. Umlauf | 1. Umlauf   | Stechen  | Stechen | Wertungs- punkte |
| Strafpunkte | Reiter        | Pferd                | Zeit (s)  | Strafpunkte | Zeit (s) |         | Wertungs- punkte |
| ----------- | ------------- | -------------------- | --------- | ----------- | -------- | ------- | ---------------- |
| 1           | Steve Guerdat | Nino des Buissonnets | 0         | -           | 0        | 34,96   | 20               |
| 2           | Martin Fuchs  | Future               | 0         | -           | 0        | 35,10   | 17               |
| 3           | Pius Schwizer | Sixtine de Vains     | 0         | -           | 0        | 35,33   | 15               |

(Plätze eins bis drei von insgesamt 40 Teilnehmern)

### 3. Prüfung: Lyon
Knapp ein halbes Jahr nach dem Weltcupfinale in Lyon wurde mit der Equitá Lyon erneut ein Weltcupturnier in Lyon ausgetragen. Das Turnier fand im Jahr 2014 vom 29. Oktober bis 2. November in der Eurexpo statt.
Im ersten Umlauf des Weltcupspringens gelang es 14 Reitern, mit ihren Pferden ohne Fehler zu bleiben und sich damit für das Stechen zu qualifizieren. Trotz dieses umfangreichen Stechteilnehmerfeldes gelang es nur vier Starterpaaren, auch hier fehlerfrei zu bleiben. Mit 42 Hundertstelsekunden Vorsprung siegte Roger-Yves Bost mit dem 10-jährigen Qoud'Coeur de la Loge.
|             | Reiter                  | Pferd                 | 1. Umlauf | 1. Umlauf   | Stechen  | Stechen | Wertungs- punkte |
| Strafpunkte | Reiter                  | Pferd                 | Zeit (s)  | Strafpunkte | Zeit (s) |         | Wertungs- punkte |
| ----------- | ----------------------- | --------------------- | --------- | ----------- | -------- | ------- | ---------------- |
| 1           | Roger-Yves Bost         | Qoud'Coeur de la Loge | 0         | -           | 0        | 36,82   | 20               |
| 2           | Wout-Jan van der Schans | Capetown              | 0         | -           | 0        | 37,24   | 17               |
| 3           | Hans-Dieter Dreher      | Embassy II            | 0         | -           | 0        | 38,41   | 15               |

(Plätze eins bis drei von insgesamt 40 Teilnehmern)

### 4. Prüfung: Verona
Vom 7. bis 9. November 2014 fand im Rahmen der Fieracavalli die italienische Etappe der Westeuropaliga statt. Austragungsort war die Veronafiere in Verona. Das Weltcupspringen begann am 9. November gegen 14:30 Uhr.
Im ersten Umlauf des Weltcupspringens von Verona stellte die erlaubte Zeit kein Problem für die Teilnehmer da, kein Starterpaar bekam Zeitstrafpunkte. Zehn Pferd-Reiter-Paare blieben ohne Fehler und zogen in das Stechen ein. Im Stechen blieben fünf Starter ohne Fehler. Mit deutlichem Vorsprung siegte der 19-jährige Ire Bertram Allen, der im Jahr 2014 bereits den Großen Preis des 5*-Nationenpreisturniers von Dublin gewonnen hatte. Für Allen war dies der erste Sieg in einem Weltcupspringen der Westeuropaliga.
|             | Reiter                 | Pferd          | 1. Umlauf | 1. Umlauf   | Stechen  | Stechen | Wertungs- punkte |
| Strafpunkte | Reiter                 | Pferd          | Zeit (s)  | Strafpunkte | Zeit (s) |         | Wertungs- punkte |
| ----------- | ---------------------- | -------------- | --------- | ----------- | -------- | ------- | ---------------- |
| 1           | Bertram Allen          | Molly Malone V | 0         | -           | 0        | 34,89   | 20               |
| 2           | Maikel van der Vleuten | Verdi          | 0         | -           | 0        | 35,52   | 17               |
| 3           | Marcus Ehning          | Cornado NRW    | 0         | -           | 0        | 35,77   | 15               |

(Plätze eins bis drei von insgesamt 38 Teilnehmern)

### 5. Prüfung: Stuttgart
Im Rahmen der Stuttgart German Masters wurde die fünfte Wertungsprüfung der Westeuropaliga 2014/2015 ausgetragen. Das Turnier wurde vom 19. bis 23. November 2014 durchgeführt. Der Große Preis, der die Weltcup-Wertungsprüfung in Stuttgart darstellte, fand am Nachmittag des 23. November statt.
Wie bereits in Verona, so blieben auch in Stuttgart im ersten Umlauf des Weltcupspringens zehn Pferd-Reiter-Paare ohne Fehler, was einem Viertel des Starterfeldes entsprach. Im Stechen gelang es sechs Starterpaaren, erneut ohne Fehler zu bleiben. Mit über zwei Sekunden Vorsprung ging der Sieg klar an William Whitaker und Fandango.
|             | Reiter           | Pferd                | 1. Umlauf | 1. Umlauf   | Stechen  | Stechen | Wertungs- punkte |
| Strafpunkte | Reiter           | Pferd                | Zeit (s)  | Strafpunkte | Zeit (s) |         | Wertungs- punkte |
| ----------- | ---------------- | -------------------- | --------- | ----------- | -------- | ------- | ---------------- |
| 1           | William Whitaker | Fandango             | 0         | -           | 0        | 47,27   | 20               |
| 2           | Lucy Davis       | Barron               | 0         | -           | 0        | 49,84   | 17               |
| 3           | Steve Guerdat    | Nino des Buissonnets | 0         | -           | 0        | 50,43   | 15               |

(Plätze eins bis drei von insgesamt 40 Teilnehmern)

### 6. Prüfung: Madrid
Erstmals nach der Absage des Weltcupturniers von Vigo im Februar 2012 wurde wieder eine spanische Etappe der Westeuropaliga durchgeführt. Das Weltcupspringen wurde im Rahmen der Madrid Horse Week ausgetragen. Das Turnier fand vom 27. bis 30. November 2014 in der Feria de Madrid statt.
Im ersten Umlauf gelang es elf Starterpaaren, ohne Fehler zu bleiben und damit in das Stechen einzuziehen. Den Einzug in das Stechen verpasste Eduardo Álvarez Aznar knapp, er kam mit Rokfeller de Pleville Bois Mar auf ein Ergebnis von einem Zeitstrafpunkt. Im Stechen gelang es fünf Reitern, fehlerfrei zu bleiben. Mit einem Vorsprung von 21 Hundertstelsekunden siegte der Kolumbianer Carlos Enrique Lopez Lizarazo mit dem 11-jährigen Wallach Prince de la Mare.
|             | Reiter                        | Pferd                 | 1. Umlauf | 1. Umlauf   | Stechen  | Stechen | Wertungs- punkte |
| Strafpunkte | Reiter                        | Pferd                 | Zeit (s)  | Strafpunkte | Zeit (s) |         | Wertungs- punkte |
| ----------- | ----------------------------- | --------------------- | --------- | ----------- | -------- | ------- | ---------------- |
| 1           | Carlos Enrique Lopez Lizarazo | Prince de la Mare     | 0         | -           | 0        | 38,69   | 20               |
| 2           | Edwina Tops-Alexander         | Tequila               | 0         | -           | 0        | 38,90   | 17               |
| 3           | Alexandre Fontanelle          | Prime Time des Vagues | 0         | -           | 0        | 38,91   | 15               |

(Plätze eins bis drei von insgesamt 40 Teilnehmern)

### 7. Prüfung: London
Kurz vor den Feiertagen fand in der bereits weihnachtlich geschmückten Olympia Grand Hall das siebente Weltcupturnier der Westeuropaliga statt. Die Olympia London International Horse Show wurde vom 16. bis 22. Dezember 2014 in London durchgeführt.
Im Normalumlauf des Weltcupspringens gelang es 13 Starterpaaren, ohne Fehler zu bleiben. Die erlaubte Zeit war knapp bemessen, so dass alleine drei Pferd-Reiter-Paare nur aufgrund eines Zeitstrafpunkts den Einzug in das Stechen verpassten. Von den 13 Stechteilnehmern gelang es sechs Reitern, erneut fehlerfrei zu bleiben. Der Sieg ging an Marco Kutscher und seinen dunkelbraunen Wallach Cornet's Cristallo.
|             | Reiter                 | Pferd              | 1. Umlauf | 1. Umlauf   | Stechen  | Stechen | Wertungs- punkte |
| Strafpunkte | Reiter                 | Pferd              | Zeit (s)  | Strafpunkte | Zeit (s) |         | Wertungs- punkte |
| ----------- | ---------------------- | ------------------ | --------- | ----------- | -------- | ------- | ---------------- |
| 1           | Marco Kutscher         | Cornet's Cristallo | 0         | -           | 0        | 37,66   | 20               |
| 2           | Daniel Deußer          | Carriere           | 0         | -           | 0        | 38,44   | 17               |
| 3           | Malin Baryard-Johnsson | Tornesch           | 0         | -           | 0        | 39,70   | 15               |

(Plätze eins bis drei von insgesamt 38 Teilnehmern)

### 8. Prüfung: Mechelen
Jumping Mechelen – Vlaanderens Kerstjumping, traditionell das letzte große Turnier des Reitsportjahres, fand vom 26. bis 30. Dezember im belgischen Mechelen statt. Das Weltcupspringen wurde am Schlusstag ab 15:00 Uhr ausgetragen.
Neun Pferd-Reiter-Paare qualifizierten sich mit einem fehlerfreien Ritt im ersten Umlauf des Weltcupspringens für das Stechen. Im Stechen gelang es vier Reitern, erneut ohne Fehler zu bleiben. Ohne Strafpunkte und mit der schnellsten Zeit aller Stechteilnehmer siegte Simon Delestre mit seinem Hengst Qlassic Bois Margot.
|             | Reiter           | Pferd                | 1. Umlauf | 1. Umlauf   | Stechen  | Stechen | Wertungs- punkte |
| Strafpunkte | Reiter           | Pferd                | Zeit (s)  | Strafpunkte | Zeit (s) |         | Wertungs- punkte |
| ----------- | ---------------- | -------------------- | --------- | ----------- | -------- | ------- | ---------------- |
| 1           | Simon Delestre   | Qlassic Bois Margot  | 0         | -           | 0        | 32,42   | 20               |
| 2           | Joe Clee         | Utamaro d'Ecaussines | 0         | -           | 0        | 34,93   | 17               |
| 3           | Douglas Lindelöw | Casello              | 0         | -           | 0        | 35,07   | 15               |

(Plätze eins bis drei von insgesamt 39 Teilnehmern)

### 9. Prüfung: Leipzig
Mit der Partner Pferd auf dem Leipziger Messegelände wurde die Westeuropaliga im Jahr 2015 fortgesetzt. Das Turnier wurde vom 15. bis 18. Januar 2015 ausgetragen.
Der Große Preis am Sonntag war die Weltcupprüfung der Springreiter in Leipzig. Im Normalumlauf der Prüfung gelang es lediglich fünf von 40 Pferd-Reiter-Paaren, ohne Fehler zu bleiben und damit in das Stechen einzuziehen. Im Stechen gab es drei fehlerfreie Ritte, mit dem schnellsten dieser Ritte siegte Hans-Dieter Dreher mit dem Hengst Embassy II.
|             | Reiter             | Pferd          | 1. Umlauf | 1. Umlauf   | Stechen  | Stechen | Wertungs- punkte |
| Strafpunkte | Reiter             | Pferd          | Zeit (s)  | Strafpunkte | Zeit (s) |         | Wertungs- punkte |
| ----------- | ------------------ | -------------- | --------- | ----------- | -------- | ------- | ---------------- |
| 1           | Hans-Dieter Dreher | Embassy II     | 0         | -           | 0        | 36,07   | 20               |
| 2           | Geir Gulliksen     | Edesa S Banjan | 0         | -           | 0        | 37,72   | 17               |
| 3           | Luca Maria Moneta  | Connery        | 0         | -           | 0        | 38,40   | 15               |

(Plätze eins bis drei von insgesamt 40 Teilnehmern)

### 10. Prüfung: Zürich
Vom 23. bis zum 25. Januar 2015 fand im Hallenstadion in Zürich das zehnte Weltcupturnier dieser Westeuropaliga-Saison statt. Am Nachmittag des 25. Januar wurde die Classic genannte Weltcupprüfung des CSI Zürich war die Classic genannte Weltcupprüfung durchgeführt.
Im ersten Umlauf der Prüfung blieben sieben Starterpaare ohne Fehler. Obwohl nur wenige Reiter Zeitstrafpunkte erhielten, verpassten doch zwei Teilnehmer mit einem Zeitstrafpunkt das Stechen. Im Stechen blieben vier Reiter erneut ohne Fehler. Die Entscheidung um den Sieg fiel denkbar knapp: Sergio Alvarez Moya siegte mit seinem Schimmel Carlo, mit nur neun Hundertstelsekunden Rückstand folgte Bertram Allen mit seiner Schimmelstute auf dem zweiten Rang.
|             | Reiter               | Pferd          | 1. Umlauf | 1. Umlauf   | Stechen  | Stechen | Wertungs- punkte |
| Strafpunkte | Reiter               | Pferd          | Zeit (s)  | Strafpunkte | Zeit (s) |         | Wertungs- punkte |
| ----------- | -------------------- | -------------- | --------- | ----------- | -------- | ------- | ---------------- |
| 1           | Sergio Alvarez Moya  | Carlo          | 0         | -           | 0        | 39,39   | 20               |
| 2           | Bertram Allen        | Molly Malone V | 0         | -           | 0        | 39,48   | 17               |
| 3           | Rolf-Göran Bengtsson | Casall         | 0         | -           | 0        | 40,91   | 15               |

(Plätze eins bis drei von insgesamt 40 Teilnehmern)

### 11. Prüfung: Bordeaux
Im Rahmen des Jumping International de Bordeaux wurde die elfte Prüfung der Westeuropaliga ausgetragen. Dieses zweite Weltcupturnier Frankreichs fand vom 6. bis 8. Februar 2015 im Parc de Expositions de Bordeaux statt. Die Weltcupspringprüfung fand, anders als bei den meisten Weltcupturnieren, nicht am Abschlusstag, sondern am Samstagabend statt.
Wie im Vorjahr spielte im Weltcupspringen von Bordeaux die erlaubte Zeit eine untergeordnete Rolle, keiner der Teilnehmer bekam Zeitstrafpunkte. Im Normalumlauf blieben elf Pferd-Reiter-Paare ohne Fehler und qualifizierten sich für das Stechen. Etwa zur Mitte des Stechens ging Ludger Beerbaum mit Chaman an den Start und brachte sich mit einem fehlerfreien Ritt in 37,72 Sekunden in Führung. Direkt nach ihm folgte Marcus Ehning mit dem 9-jährigen mexikanischen Hengst Singular, blieb ebenfalls fehlerfrei, kam jedoch trotz kurzer Wege nicht an die Zeit Beerbaums heran. Als vorletzter Reiter ging der jüngste Reiter des Stechens, Bertram Allen, mit dem 17-jährigen Hengst Romanov an den Start und ritt erneut die schnellste Zeit eines Stechens. Da er fehlerfrei blieb, gelang ihm damit der zweite Sieg bei einer Weltcupprüfung in dieser Westeuropaliga-Saison.
|             | Reiter          | Pferd    | 1. Umlauf | 1. Umlauf   | Stechen  | Stechen | Wertungs- punkte |
| Strafpunkte | Reiter          | Pferd    | Zeit (s)  | Strafpunkte | Zeit (s) |         | Wertungs- punkte |
| ----------- | --------------- | -------- | --------- | ----------- | -------- | ------- | ---------------- |
| 1           | Bertram Allen   | Romanov  | 0         | -           | 0        | 36,48   | 20               |
| 2           | Ludger Beerbaum | Chaman   | 0         | -           | 0        | 37,72   | 17               |
| 3           | Marcus Ehning   | Singular | 0         | -           | 0        | 38,44   | 15               |

### 12. Prüfung: Göteborg
Auch in der Saison 2014/2015 bildete die Göteborg Horse Show den Saisonabschluss der Westeuropaliga. Das Weltcupturnier in Göteborg wurde vom 25. Februar bis 1. März 2015 im Scandinavium durchgeführt, die Weltcupprüfung fand am 1. März ab 15:00 Uhr statt.
Im Normalumlauf dieser letzten Weltcupprüfung blieben 13 Reiter mit ihren Pferden ohne Fehler, mehrere von ihnen wahrten sich damit ihre Chance auf einen Einzug in das Weltcupfinale. Die ersten Starterpaare im Stechen kamen mit Fehler in das Ziel. So hatten Pius Schwizer und Gerco Schröder jeweils einen Hindernisabwurf am letzten Hindernis des Parcours, beide verpassten damit den noch möglichen Sprung unter die besten 18 Plätze der Gesamtwertung.
Judy-Ann Melchior gelang mit ihrer Schimmelstute As Cold as Ice Z die erste fehlerfreie Runde im Stechen. Der nächste Ritt ohne Fehler, jedoch in einer deutlich schnelleren Zeit von 43,13 Sekunden gelang Steve Guerdat mit Paille. Es folgten als nächste Reiter Rolf-Göran Bengtsson, Marco Kutscher, Jur Vrieling und Henrik von Eckermann, die mit ihren Pferden fehlerfrei blieben, jedoch langsamer als Guerdat waren. Die letzten zwei Starter im Stechen waren Edwina Tops-Alexander und Kevin Staut, beide mussten jeweils einen Abwurf hinnehmen, somit ging der Sieg an Steve Guerdat.
|             | Reiter               | Pferd              | 1. Umlauf | 1. Umlauf   | Stechen  | Stechen | Wertungs- punkte |
| Strafpunkte | Reiter               | Pferd              | Zeit (s)  | Strafpunkte | Zeit (s) |         | Wertungs- punkte |
| ----------- | -------------------- | ------------------ | --------- | ----------- | -------- | ------- | ---------------- |
| 1           | Steve Guerdat        | Paille             | 0         | -           | 0        | 43,13   | 20               |
| 2           | Rolf-Göran Bengtsson | Casall             | 0         | -           | 0        | 43,49   | 17               |
| 3           | Marco Kutscher       | Cornet's Cristallo | 0         | -           | 0        | 43,89   | 15               |

## Gesamtwertung
Anhand der Gesamtwertung wird nach Abschluss aller Wertungsprüfungen ermittelt, welche 18 Reiter aus den Staaten im Bereich der Westeuropaliga sich für das Finale qualifizieren. Zudem können sich weitere Reiter aus anderen Staaten über die Westeuropaliga für das Weltcupfinale qualifizieren, soweit sie im Bereich der Mittel-/ Westeuropaliga wohnhaft sind. Jeder Reiter kann in maximal sechs Prüfungen Wertungspunkte sammeln, weitere Wertungspunkte werden gestrichen.
Die Reiter können zudem auch in der Nordamerikanischen Weltcupliga Punkte sammeln (siehe „weitere“ in der nachfolgenden Tabelle). Wertungspunkte aus anderen Weltcupligen der Welt werden hingegen nicht in die Westeuropaliga übernommen.
Das Reglement findet sich im Hauptartikel zum Springreiter-Weltcup.
|    | Reiter                 | Oslo | Helsinki | Lyon | Verona | Stuttgart | Madrid | London | Mechelen | Leipzig | Zürich | Bordeaux | Göteborg | weitere | Wertungs- punkte |
| -- | ---------------------- | ---- | -------- | ---- | ------ | --------- | ------ | ------ | -------- | ------- | ------ | -------- | -------- | ------- | ---------------- |
| 1  | Steve Guerdat          | 15   | 20       | (0)  | 7      | 15        | (0)    | —      | —        | —       | (0)    | 0        | 20       | —       | 77               |
| 2  | Bertram Allen          | —    | —        | —    | 20     | 4         | 0      | 10     | —        | —       | 17     | 20       | —        | —       | 71               |
| 3  | Kevin Staut            | 11   | 10       | (3)  | (6)    | (8)       | (2)    | (0)    | 11       | 11      | (3)    | 12       | 10       | —       | 65               |
| 4  | Lucy Davis             | —    | —        | —    | —      | 17        | —      | —      | 12       | —       | —      | —        | —        | 33      | 62               |
| 5  | Marco Kutscher         | 17   | (0)      | —    | —      | 7         | 0      | 20     | —        | 0       | —      | —        | 15       | —       | 59               |
| 6  | Edwina Tops-Alexander  | 8    | (0)      | (0)  | (0)    | 12        | 17     | (2)    | —        | —       | 5      | 10       | 5        | —       | 57               |
| 7  | Harrie Smolders        | —    | —        | —    | —      | —         | —      | —      | 0        | —       | 0      | —        | 0        | 56      | 56               |
| 8  | Marcus Ehning          | (0)  | —        | (0)  | 15     | 13        | —      | 8      | —        | 2       | (0)    | 15       | 0        | —       | 53               |
| 9  | Maikel van der Vleuten | (0)  | (0)      | —    | 17     | (0)       | —      | 5      | —        | 5       | 10     | 8        | 6        | —       | 51               |
| 10 | Daniel Deußer          | (0)  | 6        | 2    | 8      | —         | 10     | 17     | (0)      | —       | 7      | (2)      | (0)      | —       | 50               |
| 11 | Douglas Lindelöw       | 10   | 4        | —    | —      | —         | (0)    | —      | 15       | 12      | (0)    | 0        | 8        | —       | 49               |
| 12 | Jur Vrieling           | 20   | 13       | —    | —      | —         | —      | 0      | 0        | —       | —      | —        | 13       | —       | 46               |
| 13 | Hans-Dieter Dreher     | —    | —        | 15   | 0      | 1         | —      | —      | 0        | 20      | 8      | —        | —        | —       | 44               |
| 14 | Rolf-Göran Bengtsson   | —    | —        | 10   | 0      | 0         | —      | —      | —        | —       | 15     | —        | 17       | —       | 42               |
| 15 | Simon Delestre         | —    | —        | 12   | —      | 5         | —      | —      | 20       | 0       | —      | 4        | —        | —       | 41               |
| 16 | Martin Fuchs           | (0)  | 17       | —    | 11     | 0         | —      | 0      | —        | —       | 12     | —        | 0        | —       | 40               |
| 17 | Geir Gulliksen         | (0)  | 9        | —    | (0)    | —         | —      | 12     | —        | 17      | 0      | 0        | 0        | —       | 38               |
| 18 | Pénélope Leprevost     | 5    | —        | (0)  | (0)    | 9         | —      | (0)    | 0        | 0       | 13     | 11       | —        | —       | 38               |
| 19 | Sergio Álvarez Moya    | —    | —        | 0    | —      | —         | 11     | 0      | —        | 0       | 20     | 6        | —        | —       | 37               |
| 20 | Luca Maria Moneta      | (0)  | 3        | —    | (0)    | (0)       | (0)    | 11     | —        | 15      | 0      | 7        | 0        | —       | 36               |

## Weltcupfinale
Erstmals seit 2009 fand das Weltcupfinale der Springreiter wieder in Las Vegas statt. Das Finalturnier, bei dem zugleich das Weltcupfinale der Dressurreiter ausgetragen wurde, wurde vom 15. bis 19. April 2015 ausgetragen.